# Mihailo Jovanović
Mihailo Jovanović (srbsky: Михаило Јовановић; * 15. února 1989, Titovo Užice) je srbský fotbalový obránce, od roku 2016 hráč klubu FC Zbrojovka Brno.

## Fotbalová kariéra
Je odchovancem užického Jedinstva, kde začínal mj. Nemanja Vidić. V Srbsku hrál i za FK Mladost Lučani a FK Sloga Požega, nejvýše ve druhé lize.
Na jaře 2013 se stal hráčem 1. HFK Olomouc, kde nastupoval ve druhé nejvyšší soutěži po boku Michala Kováře. Po sezoně se olomoucký klub, ač se jako nováček umístil na 4. místě, přihlásil o soutěž níže do Moravskoslezské fotbalové ligy. Jovanović využil nabídky druholigové Karviné, kde hrál pod vedením trenéra Josefa Mazury opět ve druhé nejvyšší soutěži ČR.
V sobotu 20. září 2014 utrpěl při předzápasovém tréninku zranění v obličeji, na druholigové trávníky se vrátil až 11. dubna 2015 v Karviné proti Vlašimi. Jakmile v březnu 2015 odložil obličejový kryt, začal dohánět herní praxi v třetiligové Orlové.
V Karviné hrál druhou ligu až do podzimu 2015, během nějž nechyběl na hřišti ani jednu minutu.
V lednu 2016 přestoupil do prvoligové Zbrojovky Brno, podepsal dvouapůlletou smlouvu. V sobotu 13. února 2016 debutoval v nejvyšší soutěži ČR na hřišti pražské Slavie (prohra 0:2). V 73. minutě tohoto utkání dosáhl podle všeho regulérní branky, která však nebyla rozhodčím Tomášem Kocourkem uznána kvůli údajnému faulu. Ze záznamu není nedovolený zákrok patrný, naopak jde vidět, že míč se za Železníkova přispění odrazil do sítě od Jovanovićovy hlavy. V lednu 2017 odešel ze Zbrojovky na hostování s opcí na přestup do MFK Karviná, kde již v minulosti působil (ve druhé lize). V létě 2017 se vrátil do Zbrojovky.

## Ligová bilance
| Ročník                         | Zápasy | Góly | Klub              |
| ------------------------------ | ------ | ---- | ----------------- |
| Fotbalová národní liga 2012/13 | 11     | 0    | 1. HFK Olomouc    |
| Fotbalová národní liga 2013/14 | 20     | 2    | MFK OKD Karviná   |
| Fotbalová národní liga 2014/15 | 11     | 1    | MFK OKD Karviná   |
| Fotbalová národní liga 2015/16 | 15     | 2    | MFK OKD Karviná   |
| Synot liga 2015/16             | 8      | 0    | FC Zbrojovka Brno |
| CELKEM 1. LIGA                 | 8      | 0    |                   |
| CELKEM 2. LIGA (Česko)         | 57     | 5    |                   |